# آموس ويفر
آموس ويفر (بالإنجليزية: Amos Weaver)‏ هو عسكري أمريكي، ولد في 13 يونيو 1869 في Niles Township, Delaware County, Indiana ‏ في الولايات المتحدة، وتوفي في 12 نوفمبر 1937.